# Amphibian Species of the World
Amphibian Species of the World: An Online Reference (ASW) (Espécies de Anfíbios do Mundo: Uma Referência Online) é um banco de dados de herpetologia. Ele lista os nomes de sapos, salamandras e outros anfíbios, quais cientistas descreveram pela primeira vez cada espécie e em que ano, e a distribuição conhecida do animal.
O Museu Americano de História Natural hospeda o site, que é mantido e atualizado pelo herpetólogo Darrel R. Frost, ex-curador do Museu.

## História
Com a aprovação da Convenção sobre o Comércio Internacional das Espécies Silvestres Ameaçadas de Extinção (CITES), se tornou necessário criar um catálogo de animais. Em 1978, Stephen R. Edwards, diretor executivo da Association of Systematics Collections (ASC), iniciou um programa para desenvolver catálogos de taxonomia para atender a essa necessidade. No final da década de 1980, Edwards iniciou o projeto Amphibian Species of the World.
Darrel Frost era um estudante de doutorado e foi contratado para desenvolver este projeto, atuando como compilador e editor, atuando em um time internacional de colaboradores. Em 1985, foi publicada a primeira versão do catálogo, em forma de livro, incluindo de maneira organizada as ordens e classes dos anfíbios, sua distribuição geográfica, publicação original, e informação de qual especialista contribuiu para cada táxon. Ao todo, possuía 4.014 espécies. Pela sua utilidade, a crítica o descreveu como livro obrigatório "para qualquer pessoa trabalhando de maneira séria com anfíbios".
Em 1989, a ASC cedeu o copyright do catálogo para a Herpetologists' League, que expandiu a obra. Frost se tornou curador do Museu Americano de História Natural em 1990, e continuou a trabalhar no catálogo, incluindo sinônimos, nomes populares em inglês e expandiu citações.
Em julho de 1999 foi publicada a primeira versão online do catálogo, em sua versão 2.0. Novas versões foram publicadas em 2004, 2006, e 2007. A versão 6.0, publicada em 2014, permite modificações em tempo real.
A versão 6.2 do site foi publicada em janeiro de 2023. Em agosto, o catálogo possui 8.674 espécies, mais de 17.848 referências.
O site é frequentemente usado em artigos científicos como fonte de informação sobre anfíbios, sua distribuição geográfica, número de espécies em cada grupo, bem como para padronização da nomenclatura de acordo com a literatura mais atualizada.

## Recepção
De acordo com o site Amphibians.org, "por três décadas o ASW tem sido a principal referência para a taxonomia de anfíbios." O site, fruto do trabalho de organização das informações, permite trabalhos em sistemática, além de ser utilizado como referência por organizações governamentais e não-governamentais.
Em 2013, Frost ganhou o Prêmio Sabin por seu trabalho em Amphibian Species of the World. O prêmio é dado para indivíduos que contribuíram com o campo de pesquisa e conservação de anfíbios.